# Przetacznik rozesłany
Przetacznik rozesłany (Veronica prostrata L.) – gatunek rośliny z rodziny babkowatych (Plantaginaceae), w systemach XX-wiecznych zaliczany zwykle do trędownikowatych (Scrophulariaceae) lub przetacznikowatych (Veronicaceae). 

## Zasięg geograficzny

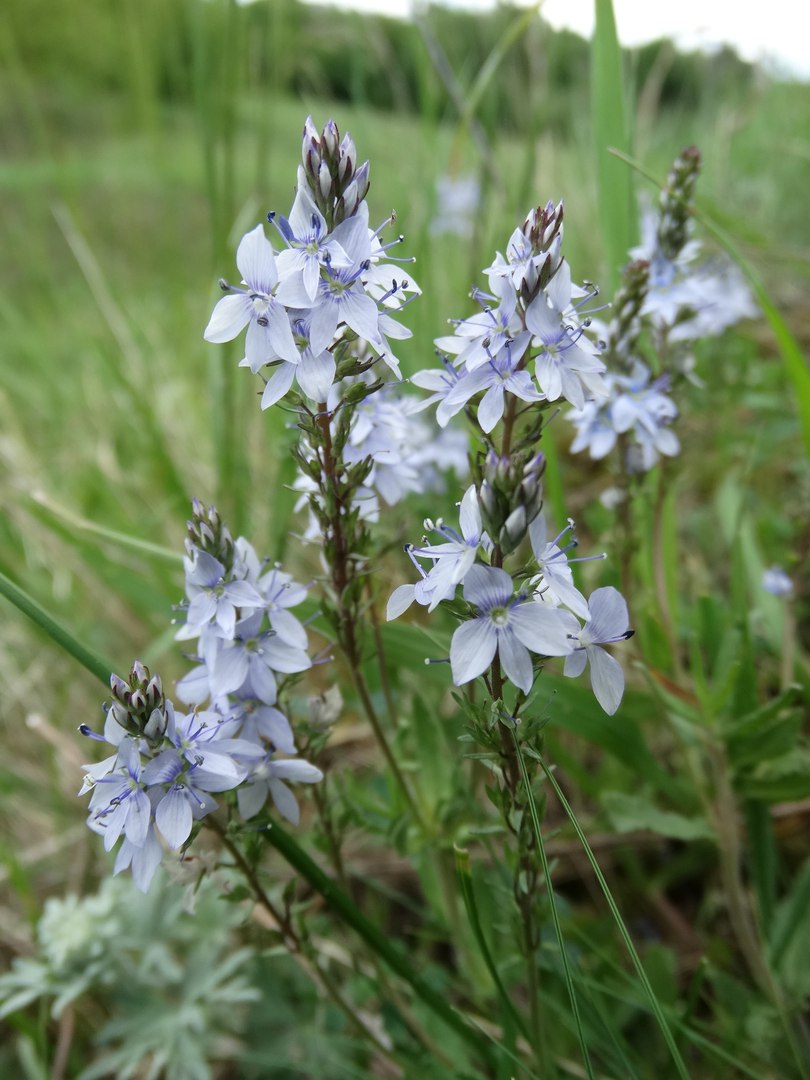
Kwiatostany

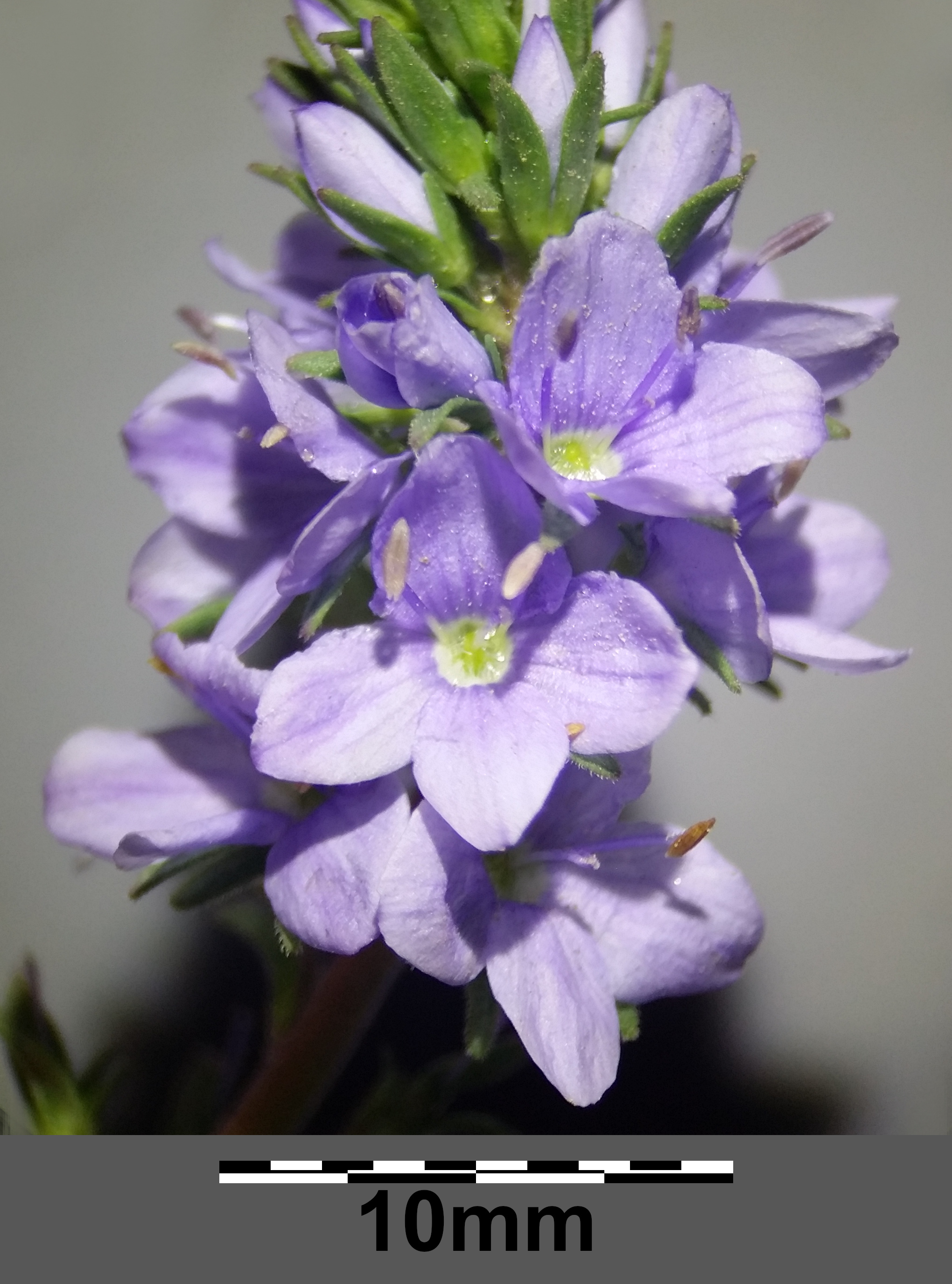
Kwiaty

Występuje dziko na dwóch kontynentach:
- Azja: Turcja, Rosja Kaukaz Północny, zachodnia Syberia
- Europa: Albania, Austria, Belgia Białoruś, Bułgaria, Czechy, Estonia, Francja, Grecja, Hiszpania, Holandia, Litwa, Łotwa, Mołdawia, Niemcy, Polska, Rosja, Rumunia, Słowacja, Szwajcaria, Ukraina, Węgry, Włochy. W Polsce jest gatunkiem rzadkim; rośnie w rozproszeniu w zachodniej, północnej i wschodniej części kraju, brak go w części środkowej[4].

## Zagrożenia

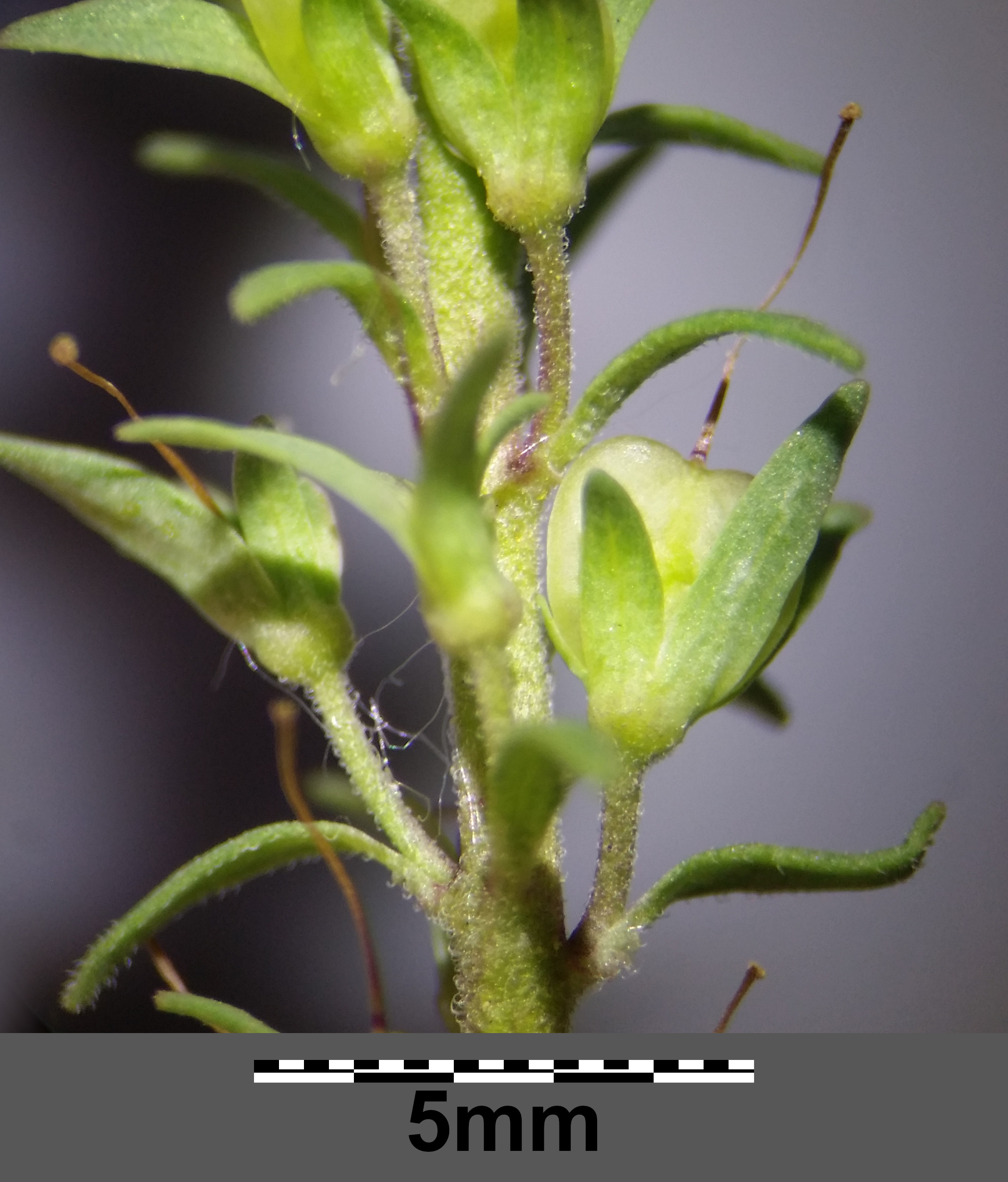
Owoce

Roślina umieszczona na Czerwonej liście roślin i grzybów Polski (2006) w grupie gatunków wymierających, krytycznie zagrożonych (kategoria zagrożenia: E). W wydaniu z 2016 roku otrzymała kategorię NT (bliski zagrożenia).

## Zmienność
Wyróżnia się podgatunki:
- Veronica prostrata L. subsp. prostrata – Azja (Turcja), Europa (Albania, Austria, Białoruś, Bułgaria, Czechy, Estonia, Francja, Grecja, Litwa, Łotwa, Mołdawia, Niemcy, Polska, Rosja, Rumunia, Słowacja, Szwajcaria, Ukraina, Węgry, dawna Jugosławia)[3]
- Veronica prostrata L. subsp. scheereri J.-P.Brandt – Austria, Belgia, Francja, Hiszpania, Holandia, Niemcy, Szwajcaria, Włochy[3]

## Zastosowanie i uprawa
Bywa uprawiany jako roślina ozdobna, zwłaszcza jako roślina okrywowa. Tworzy darń o wysokości do 30 cm. W Polsce jest wystarczająco mrozoodporny (strefy mrozoodporności 5-9). Łatwy w uprawie, nie ma specjalnych wymagań co do podłoża. Rozmnaża się przez wysiew nasion jesienią lub wiosną, przez sadzonki wytwarzane latem lub przez podział rozrośniętych kęp jesienią lub wczesną wiosną.